# Cécile de France
Cécile de France (fransk udtale: [Sesil də fʁɑs], født 17. juli 1975) er en belgisk skuespiller. Efter at have opnået succes i franske biograf-hits som L'Art (délicat) de la séduction (2001) og Irène (2002), fik hun international opmærksomhed for sin hovedrolle i Haute Tension (2003) og Hereafter (2010). 

## Karriere
Hun blev født i Andenne, der er en by nær Namur, hvor hendes forældre stadig bor. Hun var siden hun var lille, lidenskabelig omkring teater og medvirkede for første gang i stykket 1000 ans dans les arbres, hvor hun spillede hovedrollen i Lou i en alder af 11 år. Som 15-årig begyndte hun at tage skuespillerkurser hos Jean Michel Brother, for hvem hun spillede i stykket SC35C i 2001.
Hun forlod Belgien i en alder af 17 for at komme til Paris, hvor hun studerede art dramatique i to år ved Jean Paul Denizo og den engelske instruktør instruktørassistenten Peter Brook, mens hun arbejdede som au pair pige. Hun tilbragte derefter tre år (1995-1998) på skuespillerakademiet ENSATT (École Nationale Supérieure des Arts et Techniques du Théâtre) i Département Comédie først ved Rue Blanche in Paris, derefter i Lyon. Hun blev opdaget af agenten Dominique Besnehard (blandt andet agent for Isabelle Adjani, Charlotte Gainsbourg, Sophie Marceau, Beatrice Dalle, m.fl.) og dukkede op i fransk hit-film som L'Art (délicat) de la séduction (2001) og Irène (2002).
Hendes internationale gennembrud kom med gyser-thriller Haute Tension, der blev en verdensomspændende succes. Hun fangede opmærksomheden hos Hollywood-producenterne og fik hurtigt sin første store rolle i en amerikansk spillefilm, Jorden rundt i 80 dage (2004), hvor hun medvirkede sammen Jackie Chan og Steve Coogan.
Hun vandt to Césarpriser for mest lovende skuespillerinde i L'Auberge espagnole (2002), og bedste kvindelige birolle i Les Poupées Russes (2005).
I juli 2007 fødte hun en lille dreng ved navn Lino.[kilde mangler]

## Filmografi
- 1999 : Toutes les nuits
- 2000 : Petites joies lointaines
- 2001 : L'Art (délicat) de la séduction
- 2002 : L'Auberge espagnole
- 2002 : A+ Pollux
- 2002 : Irène
- 2003 : Moi César, 10 ans ½, 1m39
- 2003 : Haute Tension
- 2003 : Kaena, la prophétie
- 2004 : Jorden rundt i 80 dage
- 2005 : Les Poupées russes
- 2006 : Quand j'étais chanteur
- 2006 : Fauteuils d'orchestre
- 2007 : En hemmelighed
- 2008 : L'ennemi public n°1
- 2008 : L'ennemi public n°2
- 2010 : Gardiens de l’ordre
- 2017 : Django